# 北条氏舜
北条 氏舜（ほうじょう うじとし/うじきよ）は、戦国時代の武将。左衛門大夫。玉縄城城主を務めた。

## 概要
北条氏繁の子。母は北条氏康の娘・七曲殿とされている。北条氏勝の兄。
天正5年（1577年）半ば、父・氏繁から家督を譲られた。同年、父・氏繁が病気の中、主君の北条氏政と共に出陣し、鬼怒川にて佐竹義重、宇都宮広綱、那須資晴と合戦を行っている。
天正6年(1578年)6月24日に陸奥の小峰義親に書状を出している。
天正8年（1580年）8月まで武蔵国岩付城城代を務めた。北条氏房が岩付城主となると、玉縄城城主となる。玉縄城主になると早速相模国東郡でのしかけなどで鳥を射たり、取ったりすることを法度として禁じている。これは玉縄北条氏が鎌倉時代以来の行事である放生会の伝統を受け継ぐことを、支配地域に示したものと考えられている。
この時期から天正10年（1582年）5月までの間に、家督を弟・氏勝に譲った。
従来から不明な点が多く、近年ようやく氏繁の死後に家督を継いだことが分かった（それまでは、氏繁死後に家督を継いだのは弟の氏勝だとされてきた）。佐藤博信によると差出文書は7通残っている。

## 小説
- 伊東潤 『戦国鎌倉悲譚 剋』(2011年2月　講談社)